# Dell EMC
Dell EMC er en amerikansk multinational software- og hardwarevirksomhed med hovedkvarter i Hopkinton, Massachusetts. Dell EMC udbyder datalagring, informationssikkerhed, virtualisering, analyse, cloudcomputing og andre serviveydelser. Dell EMC's målgruppe er små- og mellemstore virktsomheder. Virksomheden blev etableret i 2016 efter at Dell havde opkøbt EMC Corporation.